# Seleção Austríaca de Beisebol
A Seleção Austríaca de Beisebol representa a Áustria nas competições internacionais de beisebol, como o Campeonato Europeu e a Copa do Mundo.